# Ruff Ryders Entertainment
Ruff Ryders Entertainment é uma gravadora fundada pelos irmãos: Darrin "Dee" Dean e Joaquin "Waah" Dean.  Atualmente ela opera como uma subsidiária da Universal Music Group, e é distribuído pela Fontana.